# Franziska Aigner
Franziska Aigner (* 3. Dezember 1960 in Ludwigsburg) ist eine deutsche Casting-Direktorin.

## Leben
Franziska Aigner zog nach dem Abitur nach Berlin und studierte zunächst Germanistik, Publizistik und Theaterwissenschaften. Sie brach das Studium ab, absolvierte in München eine Buchhändlerlehre, um danach zwei Buchhandlungs-Filialen des Familienbetriebes Hofbuchhandlung Aigner (gegründet 1804) zu leiten.
1989 zog sie nach München und kümmerte sich dort in der ersten Zeit ausschließlich um ihre beiden kleinen Kinder. 1997 besetzte sie erstmals einen Tatort der Produzentin Gloria Burkert.
Franziska Aigner ist eine der bekanntesten Casterinnen im deutschsprachigen Raum. 2008 erhielt sie den Deutschen Casting Preis für ihre Besetzung des Films Die Welle, bei dem Frederick Lau den deutschen Filmpreis für die beste Nebenrolle erhielt. Sie wirkte maßgeblich an der "Renaissance" des bayerischen Dialekt-Kinos und Fernsehen mit, durch ihre Besetzungen für Marcus H. Rosenmüller, Hans Steinbichler, Markus Goller und Ed Herzog. Ihr Film Eine ganz heiße Nummer von Markus Goller war ein deutschlandweiter Erfolg. Bettina Mittendorfer erhielt hierfür den bayerischen Filmpreis als beste Schauspielerin.
Sie besetzt außerdem Fernsehserien wie Um Himmels Willen und Im Schleudergang sowie Fernseh-Reihen wie Tatort, Polizeiruf 110 und Kommissarin Lucas.
Franziska Aigner lebt und arbeitet seit 1989 in München und ist Mutter von zwei Kindern.

## Auszeichnungen
Im Jahr 2008 erhielt sie für ihre Besetzung der Romanverfilmung Die Welle den Deutschen Casting-Preis.
2014 war sie in der Kategorie Casting der Deutschen Akademie für Fernsehen, für den Tatort: Am Ende des Flurs.
Im Jahr 2016 verlieh das Festival des deutschen Films ihr eine "Besondere Auszeichnung" für ihre Besetzung des Films Eine unerhörte Frau von Hans Steinbichler.

## Filmografie (Auswahl)
- 1998: Tatort: Schwarzer Advent
- 2003: Tatort: Der Prügelknabe
- 2006: Ich Chef, du nix!
- 2007: Beste Zeit
- 2007: Beste Gegend
- 2008: Die Welle
- 2008: Die Perlmutterfarbe
- 2008: Räuber Kneißl
- 2010: Tatort: Nie wieder frei sein
- 2010: Die letzten 30 Jahre
- 2011: Eine ganz heiße Nummer
- 2011: Dreiviertelmond
- 2011: Trans Bavaria
- 2012: Was weg is, is weg
- 2012: Wer’s glaubt, wird selig
- 2012: Schlussmacher
- 2012: Harms
- 2013: Einmal Leben bitte
- 2013: Landauer – Der Präsident
- 2013: Seegrund. Ein Kluftingerkrimi
- 2013: Die Dienstagsfrauen: Sieben Tage ohne
- 2013: Ein Sommer in Ungarn
- 2013: Frau Ella (in Kooperation mit Emrah Ertem)
- 2013: Staudamm
- 2014: Tatort: Am Ende des Flurs
- 2014: Doktorspiele
- 2014: Winterkartoffelknödel
- 2014: Coming In
- 2014: Frauen
- 2015: Die Hochzeitskönigin
- 2015: Tatort: Die letzte Wiesn
- 2015: Das Dorf des Schweigens
- 2015: Tatort: Einmal wirklich sterben
- 2016: Kästner und der kleine Dienstag
- 2016: Dinky Sinky
- 2016: Frau Pfarrer und Herr Priester
- 2016: Böse Wetter - Das Geheimnis der Vergangenheit
- 2016: Die Büffel sind los
- 2016: Tatort: Die Wahrheit
- 2016: Das Tagebuch der Anne Frank
- 2016: Schweinskopf al dente
- 2016: Nebel im August
- 2016: Eine unerhörte Frau
- 2016: Der geilste Tag
- 2018: Bier Royal
- 2018: Der große Rudolph
- 2018: Gefangen – Der Fall K.
- 2019: Leberkäsjunkie
- 2019: Wie ich lernte, bei mir selbst Kind zu sein
- 2020: Es ist zu deinem Besten
- 2021: Kaiserschmarrndrama
- 2021: Katakomben
- 2021: Am Anschlag – Die Macht der Kränkung
- 2021–2023: Sisi (Fernsehserie)
- 2022: Zu jung zu sterben. Ein Krimi aus Passau
- 2022: Der Fluss ist sein Grab. Ein Krimi aus Passau
- 2024: Zeit zu beten. Ein Krimi aus Passau
- 2024: Gier nach Gold. Ein Krimi aus Passau